# Beit Aryeh-Ofarim
Beit Aryeh-Ofarim (en hébreu : בֵּית אַרְיֵה-עֳפָרִים) est une colonie israélienne, illégale au regard du droit international, située en Cisjordanie, territoire palestinien occupé par Israël depuis 1967. Elle a été fondée en 1981, construite en partie sur des terres du village palestinien Aboud. Elle est située dans les monts de Judée, à 32 km au nord de Jérusalem, à 3,8 km de la ligne verte, à l'ouest de la barrière de séparation israélienne, à proximité du village palestinien de Al-Lubban al-Gharbi. Sa population, fin 2012, s'élevait à 4 378 habitants.
Elle a dans le cadre administratif israélien le statut de conseil local.

## Nom
La colonie est nommée d'après Arye Ben-Eliezer, un commandant d'e l'Irgoun, organisation paramilitaire sioniste (en hébreu ETZEL) dans la Palestine mandataire ; il était à la tête du parti de droite Herut, qui fusionne par la suite avec le Likoud.

## Situation juridique
La communauté internationale dans son ensemble considère les colonies israéliennes de Cisjordanie illégales au regard du droit international mais le gouvernement israélien conteste ce point de vue.